# Waymuli
Waymuli is een bestuurslaag in het regentschap Lampung Selatan van de provincie Lampung, Indonesië. Waymuli telt 3409 inwoners (volkstelling 2010).